# Лосский, Владимир Аполлонович
Владимир Аполлонович Лосский (18 (30) июня 1874, Киев — 6 июля 1946, Москва) — русский и советский артист оперы (бас) и оперетты, камерный певец, режиссёр, педагог. Заслуженный артист Республики (1925).

## Биография
Отец — инженер путей сообщения, мать — пианистка.
В 1899 году окончил юридический факультет Киевского университета, одновременно 1897—1899 годах учился в музыкальном училище (педагог — К. Эверарди), позднее совершенствовался в Италии и в Париже у Бертрами.
В 1899—1900 и 1905-06 солист Московской частной русской опере С. И. Мамонтова.
В 1901-05 пел в частных антрепризах в Киеве (у С. Мамонтова), Нижнем Новгороде (антреприза Н. Фигнера). В 1902—1906 годах преподавал в Киевском музыкальном училище, позднее в Киевской и Одесской консерваториях.
В 1906—1918 и 1920—1928 годах выступал на сцене московского Большого театра. Одновременно с этим в 1910-18, 1934-36, 1943-46 режиссёр, в 1920-28 главный режиссёр Большого театра, был руководителем художественной части оперной труппы Большого театра. Как режиссёр дебютировал в 1909 году постановкой «Кавказского пленника» Ц. Кюи).
В 1920—1926 годах солист Музыкальной студии МХАТ (позднее преобразованной в Музыкальный театр им. Вл. И. Немировича-Данченко и К. С. Станиславского), исполнял партии в опереттах. В сезоне 1925/26 гастролировал с этой студией по Западной Европе (Лейпциг, Прага, Бремен) и США (Нью-Йорк, Бостон, Филадельфия, Вашингтон, Чикаго, Детройт).
В качестве режиссёра и актёра работал также в оперных театрах Одессы (1918-20, в 1937-40 главный режиссёр), Петрограда (Мариинский театр, 1914-16) и Ленинграда (Театр оперы и балета им. С. М. Кирова, 1936-37, 1941-43). Главный режиссёр и исполнитель в оперном театре Свердловска (1928—1930, 1931—1934).

## Творчество

### Репертуар
Оперный исполнительский репертуар певца включал 36 партий: Лепорелло («Каменный гость» А. С. Даргомыжского, редакция Римского-Корсакова, — первый исполнитель); Зай-Санга («Сын мандарина» Ц. А. Кюи); Гильо де Морфонтена («Манон» Ж. Массне); Фарлаф («Руслан и Людмила» Н. А. Римского-Корсакова); Скоморох и Дуда (оба — «Садко» Н. А. Римского-Корсакова); Варлаам («Борис Годунов» М. П. Мусоргского); Скула («Князь Игорь» А. П. Бородина); Писарь и Голова («Майская ночь» Римского-Корсакова); Дон Бартоло и Дон Базилио (оба — «Севильский цирюльник» Дж. Россини); Цунига («Кармен» Ж. Бизе); Санчо Панса («Дон Кихот» Ж. Массне); Сусанин («Иван Сусанин» М. Глинки); Иван Грозный («Купец Калашников» Рубинштейна), Рене («Иоланта» Чайковского); Бес («Черевички» Чайковского); Гремин («Евгений Онегин» Чайковского); Лепорелло («Дон Жуан», среди партнеров — Маттиа Баттистини); Папагено («Волшебная флейта» Моцарта); Сен-Бри («Гугеноты» Мейербера); Шонар («Богема» Пуччини).
Камерный репертуар включал произведения П. И. Чайковского, Р. Шумана, А. С. Даргомыжского, М. П. Мусоргского, Ц. А. Кюи, А. Н. Гречанинова. Принимал участие в концертах Кружка любителей русской музыки и в выступлениях «Музыкальных выставок», организованных М. Дейшей-Сионицкой.

### Режиссура

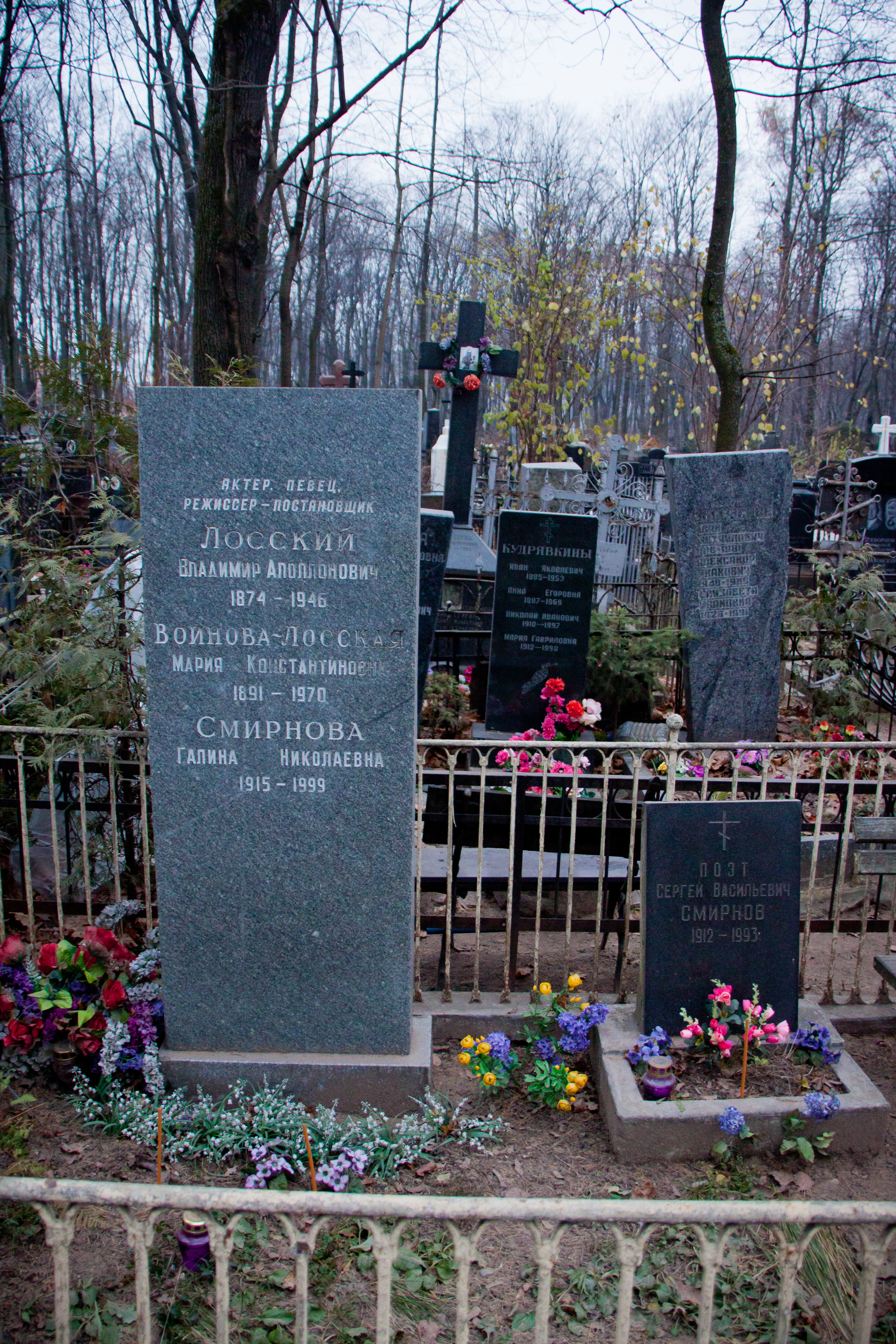
Могила В. А. Лосского на Введенском кладбище

Как режиссёр всего поставил 50 опер. Первый постановщик опер: «Кавказского пленника» Ц. Кюи (1909), «Сказка о царе Салтане» (1913), «Князь Игорь» (1914), «Снегурочка» Н. Римского-Корсакова (1916, 1922), «Золотой петушок» Н. Римского-Корсакова (1924), «Фленго» (1918), «Франческа да Римини» Э. Направника (1918); «Аида» (1922), «Лоэнгрин» (1923), «Фауст» (1924), «Борис Годунов» (1927), «Фленго» (1928), «Овод» В. Трамбицкого (1929); «Прорыв» С. Потоцкого (1929); «Декабристы» В. Золотарева (1930); «Руслан и Людмила» (1929), «Садко» (1935); «Шоре» Б. Лятошинского (1939).
Будучи режиссёром-постановщиком, продолжал выступать в качестве оперного артиста. Как отмечал он сам, в его исполнении доминировала «актерская, а не вокальная сторона», вследствие чего он стал специализироваться «в области характерных партий-ролей». Уделял большое внимание гриму и сценическому движению. <…> Об исполнении роли Подколесина («Женитьба» по комедии Гоголя) критик Ю. Энгель писал: «Этот даровитый артист Большого театра всегда хорош в характерных ролях, но Подколесин, кажется, его лучшее создание. Каждое движение, каждая интонация — живы, естественны, выразительны. И в то же время ни малейшей натяжки в музыкальном исполнении; не пение, не разговор, а что-то среднее, по-своему яркое и сильное».
С 1943 года был режиссёром оперного класса Московской консерватории.
Умер в 1946 году. Похоронен на Введенском кладбище (10 уч.).

### Семья
Жена — Войнова-Лосская Мария Константиновна (1891—1970).